# Karl Jeß
Karl Johannes Hermann Jeß (* 14. Januar 1843 in Schaedtbeck bei Kiel; † 11. Februar 1925 in Marburg) war ein deutscher Jurist und Senatspräsident beim Reichsgericht.

## Leben
Er studierte Rechtswissenschaften in Jena und Kiel. Er war 1863 Mitglied der Burschenschaft Arminia auf dem Burgkeller Jeß legte Ostern 1866 das Amtsexamen vor dem Oberappellationsgericht Kiel ab und man vereidigte ihn am 4. Mai 1866. Er arbeitete dann in Ranzau bei der Administratur und Intendantschaft. 1867 wurde er Gerichtsassessor beim Kreisgericht Altona. 1869 war er in Blankenese und 1871 in Lüneburg tätig. 1872 wurde er Amtsrichter in Stade. 1876 ernannte man ihn zum Assessor des Obergerichts in Stade. 1879 wurde Jeß zum Landrichter befördert und nach Hannover versetzt. 1888 wurde er zum Landgerichtsrat befördert. 1889 kam er als Oberlandesgerichtsrat nach Celle. 1895 wurde er an das Reichsgericht berufen. Er war als Richter im I. Zivilsenat tätig. 1907 wurde er Präsident des V. Zivilsenat. Er trat am 1. Oktober 1918 in den Ruhestand.

## Ehrungen
- 1911 Ehrendoktor der Universität Göttingen
- Wirklicher Geheimer Rat
- Roter Adlerorden II. Klasse mit Eichenlaub und Stern
- Preußischer Kronenorden I. Klasse
- Verdienstkreuz für Kriegshilfe

## Familie
Sein Vater war Adolf Jeß (1804–1894), seine Mutter Elisabeth Mau (1810–1886). Maus Mutter war auch die Urgroßmutter von Bundespräsident Karl Carstens. Er war der Onkel des Augenarztes Adolf Jess. Ein Sohn heiratete 1905 eine Tochter des Kollegen Heinrich Winchenbach, ein Enkelsohn aus dieser Verbindung war der spätere Hamburger Senatsdirektor Henning Jess (* 1908). Ein weiterer Sohn war der Dresdner Verleger Wolfgang Jess (1885–1945).

## Werke
- „Zur Lehre von der Publiciana in rem actio“, Jahrbücher für die Dogmatik des heutigen römischen und deutschen Privatrechts, Band 17 (=Neue Folge Band 5), 1879, S. 207.
- „Ist der Schuldner berechtigt, wegen Ungewißheit des Gläubigers zu deponiren?“, Jahrbücher für die Dogmatik des heutigen römischen und deutschen Privatrechts, Band 14 (=Neue Folge Band 2), 1875, S. 158.